# Siderone sincera
Siderone sincera är en fjärilsart som beskrevs av Krüger 1933. Siderone sincera ingår i släktet Siderone och familjen praktfjärilar. Inga underarter finns listade i Catalogue of Life.